# 王明德
王明德，湖北省鄖陽府鄖縣人，清朝政治人物、進士出身。
光緒十二年（1886年），参加光緒丙戌科殿試，登進士二甲109名。同年五月，著以内阁中书。